# 平家の落人
平家の落人（へいけのおちうど）は、治承・寿永の乱（源平合戦）で敗北した結果、山間部などの僻地に隠遁した平家側の敗残兵などの生き残りである。平家の一門やその郎党、平家方の戦いに与した者が挙げられる。平家の落武者（へいけのおちむしゃ）ともいうが、落人の中には武士に限らず公卿や女性や子供なども含まれたため、平家の落人が一般的な呼称である。こうした平家の落人が特定の地域に逃れたという伝承が残っており、俗に「平家の落人伝説」という。

## 平家の落人とは
今日、日本各地において平家の落人伝説が伝承されている。源氏と平家とが雌雄を決した源平合戦（一ノ谷の戦い、屋島の戦い、壇ノ浦の戦いなど）において平家方が敗退する過程で発生した平家方の落人・敗残兵が各地に潜んだことから様々な伝承が伝えられるようになった。平家の落武者と呼ぶ場合もあるが、落ち延びたのは武士だけではないため、平家の落人と言われることが多い。平家の落人が潜んだ地域を平家谷、平家塚、平家の隠れ里、平家の落人の里などという。
平家の落人伝承にある誤解としてよくあるのが、平家の落人の末裔が即ち平家一門の末裔であるという混同である。確かに平家一門が落ち延びたという伝承も少なくはないが、平家の落人という呼称が意味するものは「平家方に与して落ち延びた者」であり、平家の郎党の場合もあれば、平家方に味方した武士の場合もある。
中には、創作や脚色された信憑性の薄い伝承や誤伝に基づく話もある。戦において落人が発生することは珍しくはなく、平家の場合も例外ではないが、該当する家系と姻戚関係となった間接的な血筋までも平家の落人を称する場合があり、口伝を基本とする平家の落人伝承が誤伝したり曖昧になりやすい側面もある。
後に平家の残党が起こした三日平氏の乱やかつての平家方城助職の起こした謀叛などをみても、平家の落人が存在した事自体は間違いないが、元々が逃亡、潜伏した者であるため、歴史学的に客観的な検証が可能なものは少ない。学界で平家落人を研究したのは柳田國男・松永伍一・角田文衛らであるが、証拠があまりにも少なすぎるために推測を交えざるをえないことから、学者の間でも説が食い違うことはよくある。以下の平家落人集落の比定でも、ある学者は平家の落人の存在を肯定するが、別の学者が否定しているケースも少なからず存在している。例えば柳田が全否定した沖縄の南走平家については、奥里将建や大川純一など、沖縄の郷土史家の間では肯定的な意見が強い。角田が肯定した対馬宗家の平家末裔説も、他の学者は否定的である。といった具合である。
問題をややこしくしているのが、柳田や松永が指摘している平家落人伝説捏造説である。例えば、ある地方の平家伝説は安土桃山時代に突然発生したものである。柳田の調査によれば、この時期に近江の木地師集団が領主から命じられてその地域に入植している。木地師は木地師文書と呼ばれる、自己の正統性を主張するための宣伝文書を創作するのに長けた人々であった。木地師はその土地に伝わっていた話を元に、平家物語等に依って平家落人伝説を捏造したのではないかと柳田は考察している。これらの後世の捏造文書が非常に真実の探求を妨げているのである。

## 日本全国の平家の落人伝説
日本各地の代表的な平家の落人伝承のある地域は以下の通りである。

### 東北地方
- 青森県八戸市島守地区
平家の落人が流れ着いたと伝わり、島守弁という独自の方言が残る[3]。
- 宮城県仙台市青葉区定義地区
平貞義（平貞能）が落ち延びたと伝わる。
- 鳥海山麓（山形県酒田市）
平家方として落ち延びた池田彦太郎秀盛兄弟が隠れ住んだと伝わっており、秀盛の後裔と称する氏が戦国時代の土豪として存在し、最上氏等の家臣となっている。
- 福島県南会津郡檜枝岐村
平家方として落ち延びた平氏・藤原氏の者が土着し、星姓、平野姓を称したという。
- 岩手県久慈市宇部町
平重盛の隠し子の兄弟が大唐の倉に漂着し、後に氏を宇部と大沢の姓を称し、野田氏に仕えたという。
- 岩手県北上市和賀町岩崎新田
永和元年（1375年）平家の落人の末裔であるマタギの四郎左エ門が深傷を負わせた大白猿を追ったところ、温泉に浸かっている白猿を見つけ、白猿の湯（夏油温泉）と名づけたと伝わる[4]。
- 岩手県大船渡市日頃市町平山

### 関東地方
- 古分屋敷（茨城県久慈郡大子町）
平家方についた大庭景親の残党が落ち延びた伝承がある。尤も、武者ではなく平家方に随身した武将の姫であったといい、古分屋敷に子孫は10軒の家を構えたとされる。二人の姫と土着した子孫の姓は桐原氏、神長氏という。桐原氏は坂東八平氏のひとつ鎌倉氏の流れを汲む大庭氏の血筋であり、神長氏は藤原氏であるという。また、この二氏は佐竹氏の家臣としても存在している。
- 栃木県那須塩原市上塩原
平貞能が平重盛の遺族ともども宇都宮頼綱を頼ってきた地とされる。平貞能が宇都宮頼綱に庇護され、鎌倉幕府もそれを認めたことは吾妻鏡にも残っている史実であるが、重盛一族の行方はかなり謎が残る。江戸時代の史料では平貞能はこの近辺の寺を巡礼して92歳で病没、その子孫で塩谷氏に仕えた山田泰業は一時期山田城の城主となったが、主君である塩谷氏が文禄4年（1595年）に改易されると、山田親業は山田城を廃城にし、苗字を黒子[5]と改称の上、常陸国笠間に逃れた。重盛の六男である湯西川の平忠房（平忠実とも言われている）は、塩原から更に奥地の湯西川に到達した一族を統率して湯西川を開拓したという。
- 栃木県日光市川俣
平藤房（藤原藤房とも）らが落ち延びたとされ、大将塚・平家杉などの史跡が散在するが、平藤房なる人物の史料は残っていない。
- 栃木県日光市湯西川（湯西川温泉）
平忠房（平忠実とも言われている）もしくは平清定の子、平景定が落ち延びたとされる。湯西川の平家の落人伝説は現地の平家落人民俗館や平家の里などでも紹介されているほか、平家大祭などの行事も行われている。湯西川温泉では積極的に落人伝説を観光業に活用している。
平家の者であることを悟られぬよう、苗字を「伴」とした。「伴」の人偏は人を表し、右の半は上部の点を半の横線の間に移し、半の一番上の横線から飛び出た部分を消すと「伻」という字になる。つまりは「平の人」ということを意味し、平家血縁者であることを示す。現在も「伴」という苗字の平家の子孫がこの土地に存在している。
独自の風習として、端午の節句にもこいのぼりを揚げない・たき火をしない（煙を立てない）・犬を飼わない・鶏を飼わないなどがある。これらは人が山中に暮らしていることを外部に嗅ぎ取られないためである。
- 群馬県利根郡片品村
関東では最北に位置する落人伝承の村である。あちこちで敗れた平家一門は尾瀬も近く、片品村に至るまでも険しい山々が連なる場所まで逃げた結果、片品村に平家の落人が住み着いて繁栄することになった。
- 神奈川県横須賀市子安
大楠山の山麓、関渡川流域に位置する子安の里は、平家の落人によって切り開かれたという伝承がある。ただし、はっきりとした記録や遺物は残っていない[6][7]。

- 千葉県千葉市稲毛区黒砂
今から約千年前に平将門が平貞盛に滅ぼされ、その落武者の六人が佐倉往還を経て、千葉市稲毛区黒砂の地に逃げ定住した。平将門は天慶三年二月十四日に滅ぼされたと言われている。落武者は中山一郎左衛門隼守、高橋八郎左衛門、渡邊久左衛門、遠藤三郎左衛門、山本世左衛門、春山與平の六人だった。この六人が鎮守様として「黒砂神社」を創建し、平将門公を祀ったと言われている。

### 中部地方
- 新潟県佐渡市相川地区
長兵衛尉 長谷部信連が落ち延びたとする伝承がある。
- 新潟県中魚沼郡津南町・長野県下水内郡栄村にまたがる秋山郷
源頼朝に敗れた平勝秀が落ち延びたとされる。
- 白川郷（岐阜県白川村）
- 五箇山（富山県南砺市の旧平村・上平村・利賀村地区）
倶利伽羅峠の戦いで敗れた者の子孫という説、あるいは源義仲に敗れた平維盛の子孫が住みついたという説がある。この話をもとにしたのが「むぎや」である。
- 富山県呉西地方の虻（オロロ）
富山県の山間部渓流では真夏にオロロと言われる虻が大量発生することから、その正体は倶利伽羅峠の戦いで敗れた者達なのだという言い伝えがある[8]。
- 石川県輪島市
平時忠が配流となり、子孫が上時国氏、下時国氏を興した。
- 石川県加賀市山中温泉真砂町（まなごまち）
惟喬親王を奉ずる木地師集落。山中漆器の源とされる[9]。
- 福井県福井市赤谷町（あかだにちょう）
平維盛は父の所領であった越前国に落ち延び、山伏の修行場所であった赤谷に隠れ住んだという言い伝えが残っている。維盛は赤谷で約30年間生き、次第に血筋が増えて一つの村になったという。宮中の流れをくむという風習が現在も受け継がれている[10]。
- 福井県越前市五分市町（ごぶいちちょう）にある城福寺
城福寺は平保盛が鎌倉時代に建立し、現代に至るまで平家の子孫が住職を務めている。後の平家追討の中で保護されたのは池禅尼の尽力によるものと伝えられている[10]。
- 福井県大野市西谷地区・和泉地区
この地域ではあちこちの集落に平家の落人伝説が残されている。集落の高齢化や過疎化、ダム建設に伴い、消滅集落となったところも多い。特に大野郡西谷村（現・大野市西谷地区）では全住民が離村し、1970年6月30日限りで廃村となった。西谷村には平家の落人にまつわる「平家踊」や「扇踊」（ともに県指定無形民俗文化財）が伝わり、村が廃村となった今でも旧村人が大野市内で踊を続けている。
- 長野県伊那市長谷浦
壇ノ浦の戦いに敗れた平維盛の子孫が住み着いたと言われている。維盛の父である平重盛が小松殿と呼ばれていたことから、小松姓を称した。壇ノ浦の「浦」が地名となった｡
- 静岡県富士宮市上稲子（かみいなこ）
紀州にて入水したという伝承が伝わり、同地には平維盛のものとされる墓が伝わる。現在のものは墓は天保11年（1840年）の再建。「上稲子の棚田」に墓が建っている。

### 近畿地方
- 三重県津市
芸濃町河内に「平維盛の墓」[11]、美杉町太郎生に「平六代君の墓」とされる日神石仏群五輪塔がある[12]。
- 三重県伊勢市矢持町
「平家の里」という名が残る。
- 三重県志摩市磯部町五知
地区の福寿寺に「平家の赤旗」と伝えられる旗が保存されている。
- 南島八ヶ竃（三重県度会郡南伊勢町）
南伊勢町に多く見られる「竃」が付く地名は、平家の残党がそこに住み着いて塩を作って生計を立てていた集落であるという。詳しくは南島町#伝説を参照。
- 大阪府豊能郡能勢町
1185年、安徳天皇が能勢の野間郷に逃れたが、翌年崩御したという。「安徳天皇来見山御陵墓」がある。
- 兵庫県赤穂郡上郡町小野豆
平経盛が落ち延びたという伝説がある。
- 奈良県吉野郡野迫川村平（たいら）
平維盛がその生涯を終えた場所とされ、平維盛塚の付近は「平維盛歴史の里」として整備されている。
- 奈良県吉野郡十津川村五百瀬
山林中に平維盛の墓と伝えられる祠がある。
- 和歌山県東牟婁郡那智勝浦町口色川
平維盛が屋島から逃亡し、紀伊国色川郷に隠れ住んだと伝わる。
- 和歌山県日高郡みなべ町堺
国道42号線沿いに平家塚があり、年に一度地元の常福寺が平家祭りを行っている。
平家の落ち武者が当地に流れ着き、幟をあげたために源氏の追討に遭い絶滅し、その後当地では鯉のぼりをあげなくなったという言い伝えがある。

### 中国地方
- 鳥取県鳥取市国府町岡益

- 鳥取県八頭郡若桜町落折
平経盛が郎党らと落ち延びて、自刃したと伝わる。
- 鳥取県八頭郡八頭町姫路
安徳天皇らが落ち延びたという伝説が残る。天皇に付き従った女官などのものとされる五輪塔が存在する。
- 鳥取県東伯郡三朝町中津
安徳天皇が落ち延びたという伝説が残る。
- 岡山県久米郡久米南町全間（またま）
平維盛が落ち延びて、その後裔が持安氏と称して幕藩体制で全間を治めた。全間から連続する大垪和にかけて山上の隠れ里のようになっており、平氏、貴族、関ヶ原で敗れた石田氏などさまざまな落人伝説が伝わる。
- 広島県庄原市
「敦盛さん」という民謡（市の無形民俗文化財）が伝わっている。その内容によると、熊谷直実に討たれたとされる平敦盛が実は生きて庄原に落ち延びたという話になっている。
- 広島県福山市沼隈町横倉地区
この地に落ち延びた平通盛一行は、山南川を奥へと分け入り横倉に隠れ住んだという伝承があり、横倉には平家をしのぶ痕跡が多数あり平家谷とよばれている。なお平通盛は清盛の弟教盛の長男。また当地にある赤旗神社には平家の軍旗である「赤旗」を祀っている。
- 広島県尾道市百島
壇ノ浦の戦い後敗走した平家一族が落ち延びた島といわれている。
ここに落ち延びた平家は旗を埋めて”旗”の字に平家の平という文字に似ている”手”を加え”旗手”という姓を名乗るようになったと言われている。戦国時代は毛利水軍（村上水軍）に属したとも。
- 山口県岩国市錦地域
平家の武将を葬った平家七墓があるという。
- 山口県下関市彦島
山口県彦島にも平家の残党と伝わる落ち武者達が後年来訪したという伝承がある。この武者は、平家の守本尊の阿弥陀如来像を持参し、再興の夢を抱いていたが、法師にさとされ、彦島の発展に尽力したとされる。
- 山口県下関市大字高畑
壇ノ浦の戦いがあった早鞆の瀬戸から直線距離で約2kmしか離れていない谷間の集落。あまりに近すぎたため追手に気づかれなかったと言い伝えられている。平家塚と呼ばれる場所に五輪塔などがある。
- 山口県萩市川上
平清宗一党が築いた隠れ里を由緒とする村落がかつて存在したが、昭和50年に建設された阿武川ダムの底に水没している。清宗の墓とされる五輪塔が現存する[13]。

### 四国地方

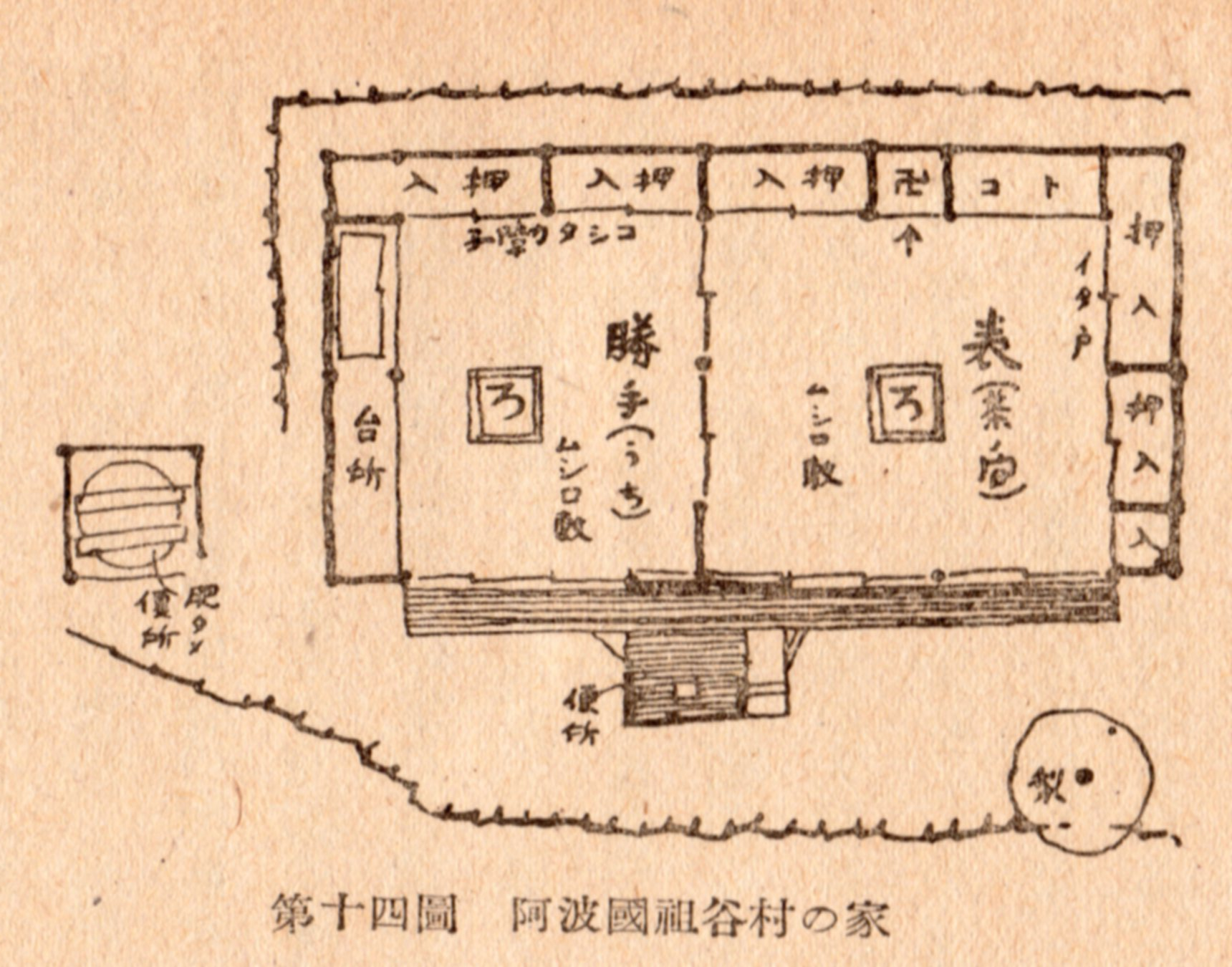
祖谷の平家屋敷

- 徳島県三好市東祖谷阿佐（阿佐家住宅）
屋島の戦いに敗れた平国盛率いる30名の残党が讃岐山脈を経て阿波へと入り、現在の徳島県東みよし町から三好市井川地区にかけての一帯に住んだが、追手に脅かされ祖谷に住んだと伝わる。阿佐集落に、平家の末裔と言われる阿佐氏が居住し、平家屋敷や、平家のものと伝えられる赤旗（軍旗）が数百年前から現存する[14]。この東祖谷阿佐の平家落人伝説は、遺物が残っていることから学界の注目を集めており、松永伍一や角田文衛が論考を発表している。角田によれば、平家の赤旗は古過ぎて年代比定が出来ず、少なくと平国盛が屋島の戦い以降消息不明であり、九条兼実の『玉葉』では逃亡したと記されていることから、他の平家落人伝承より注目度が高いとしている[15]。
- 徳島県三好市東祖谷栗枝渡
安徳天皇が逃れて隠れ住み、同地で崩御したという。栗枝渡八幡神社には、安徳天皇を火葬した「安徳天皇御火葬場」があり、遺骨を御神体として祀っている（『美馬郡誌』）。
- 切山（愛媛県四国中央市金生町山田井） 
元暦元年（1184年）6月、田邊太郎・平清国（清盛の外孫）、真鍋次郎・平清房（清盛の八男）、参鍋三郎・平清行、間部藤九郎・平清重、伊藤清左衛門国安（紀州熊野神社修験者）ら五士とその一族が、幼い安徳帝（平清盛を外戚に持つ幼帝）を守護し、祖谷から山道を歩き続けて切山に辿り着いた。切山は昔、「切明山」「霧山」「桐山」等とも呼ばれていた。安徳帝は半年間切山で過ごした後、平知盛、平教経らの迎えをうけ下谷越えから田野々へ下り、讃岐詫間の須田ノ浦から船で長門国赤間へ向かった。
  - 切山にある主な遺跡
    - 院の墓の碑…壇ノ浦での平家敗北を知り、再挙の夢が消え去った人々は、安徳帝の御衣と御念持仏を此処に埋め、仮の御陵としたとされる。
    - 土釜神社…真鍋次郎平清房、田邊太郎平清国の子孫が祀られている。
    - 土釜薬師…帝の安泰を祈って祀られた。五士が最初に辿り着いた所とされ、警備の要となっていた。
    - 下谷八幡宮上の宮…安徳帝の安泰と、平家の武運長久を祈って祀られた。推古6年（598年）宇佐八幡宮から分霊された、十四代仲哀天皇、十五代神功皇后が祀られている。
    - 八幡宮の側に、安徳帝を祀る祠・安徳宮が鎮座する。安徳の窪500m、安徳の渕100m、安徳の滝1km、安徳帝下向道、詫間町須田浦へ30kmと書かれた石碑が建つ。
    - 安徳の窪…安徳天皇行在所の碑が建つ。
    - 下谷八幡宮下の宮…鳥居を潜り参道を上がって行くと、石段脇に宮石灯籠と刀石が並んでいる。この刀石は、安徳帝が神器の一つである宝剣を置いたとされる自然石。
    - 鳥居側に熊野権現社が祀られている。
- 高市（伊予郡広田村高市→砥部町高市）
高市集落は高市図書允信義という落人によって開かれたとの説がある[16]
- 平家谷（愛媛県八幡浜市保内地区）
壇ノ浦の戦い後、落ち延びた残党が佐田岬半島の伊方越にたどり着き、宮内川上流の谷に隠れ住んだとの言い伝えがある。8名で畑を開き暮らしていたが、源氏の追っ手の知るところとなり、6名は自害、残った2名が両家集落の祖となったという。平家谷には平家神社がまつられている。

### 九州・沖縄地方

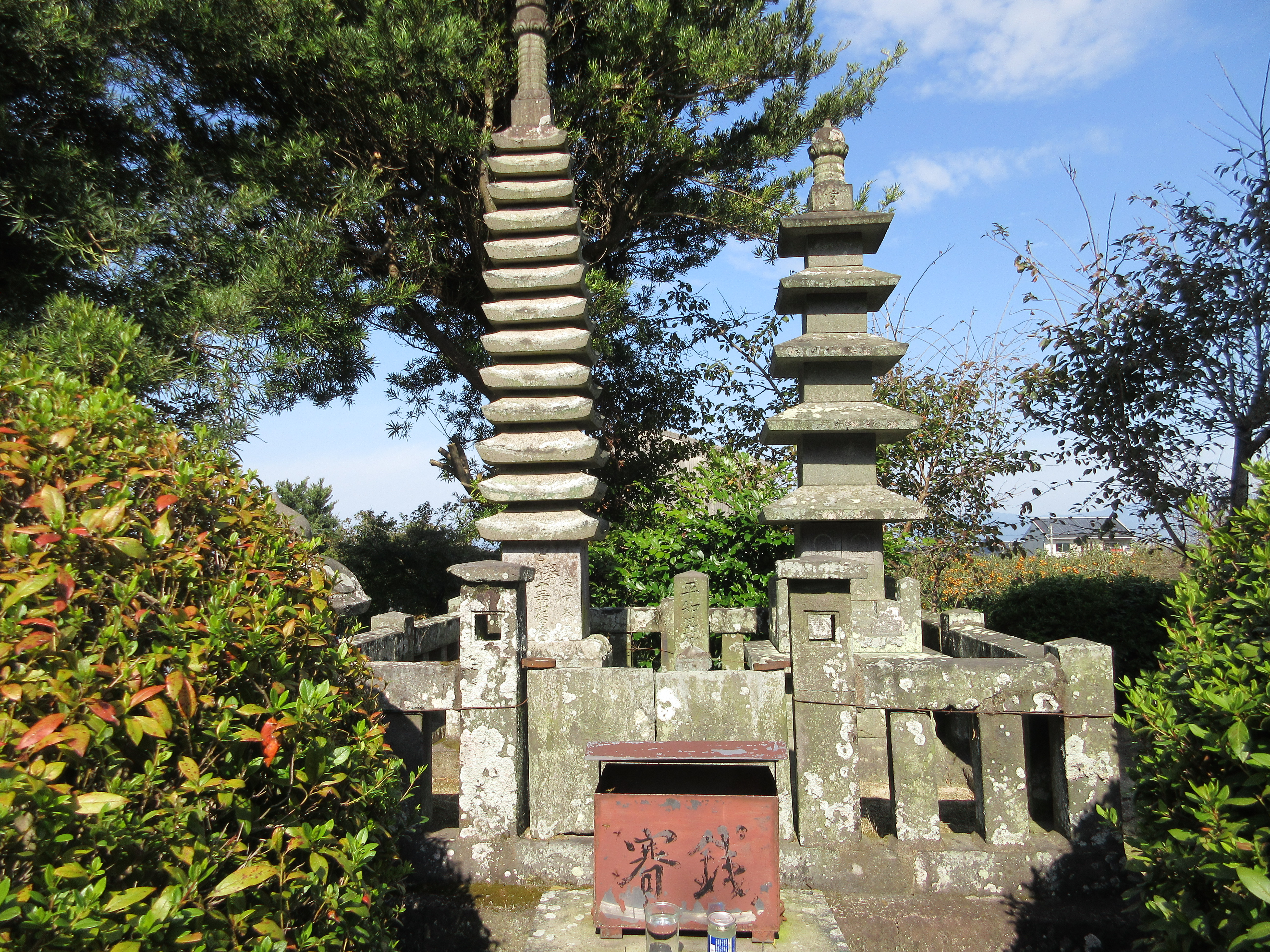
福岡県久留米市田主丸町中尾の「平知盛卿ノ墓」

- 福岡県北九州市八幡西区上上津役
乳飲み子を連れた平家方の女性が源氏方の武者に赤子の声を聞かれて見つかりそうになり、親子ともども命を絶ったという伝説がある。
- 福岡県北九州市小倉南区合馬
安徳天皇に随行した官女が遊女となり、後に病死したという伝説がある。
- 福岡県北九州市門司区黒川東
18基の五輪墓が並んだ殿墓は竹林の中にある。寿永4年（1185年）、平家の武将平休意（たいらのやすおき）は宇佐八幡宮に戦勝祈願に行き、その帰途で平家一門が壇の浦で滅亡したことを知る。源氏の追討を恐れた一行は、黒川に隠れ棲んで姓を八木田と改め、田畑を耕して暮らした。この墓は、平休意一族の墓とされている。
- 福岡県宗像市池田
平知盛の男、平信盛は鶴山（釣山）に金砿を発見し、これの採掘に従事するとともに井上五郎大夫と改名し、安住の地と定めたという。
- 福岡県糸島市二丈満吉唐原地区
平清盛の嫡男、平重盛の内室と二人の姫「千姫」「福姫」は侍女や郎党と一緒に、筑前の武将である原田種直を頼って糸島に落ちのびた。種直は人目につきにくい唐原（とうばる）の里に一行をかくまった。隠れ住んで1年ほどがたったころ、源氏からの刺客が唐原に差し向けられ、2人の姫を殺害。この事件を目の当たりにした内室は自害したという伝説がある。唐原には伝説を物語る遺跡として、落人一行が京都を懐かしんで上った「都見石」（みやこみいし）や重盛の遺髪を納めた「黒髪塚」などが残る。
- 福岡県那珂川市安徳
同地安徳台は源平合戦の最中、現地の武将・原田種直が安徳天皇を迎えたという。『平家物語』では平家は大宰府に拠点を築こうとしたものの庁舎などは戦火で消失していたため、安徳天皇の仮の行在所を設けたことが「主上はそのころ岩戸少卿大蔵種直が宿処にぞましましける」と記述されている。

- 福岡県久留米市田主丸町中尾
平知盛の一行が竹井城の草野永平を頼って筑後まで落ちのびたが、既に永平は源氏方に寝返っており、伊賀平内が知盛の身代わりとなって討ち死にしたほか知盛も捕らえられた。知盛や家長を哀れんだ村人が建てたという墓が残る。
- 福岡県八女市今山
草野永平に討ち取られた伊賀平内の妻子が落ちのび、「服部」に姓を変えて定住したと伝わる。
- 福岡県柳川市沖端
この地に六人の平家の落人が流れ着き、漁師となったという伝説が残っている。そのため、現地では漁師のことを六騎（ろっきゅう）と呼ぶ。
- 長崎県対馬市
安徳天皇が落ち延びて住んだという伝説がある。
対馬の宗家は新中納言平知盛の末裔と自称している[15]。
- 長崎県佐世保市（五島列島宇久島）
平家盛が上陸して当地の領主となり、宇久氏（後の福江藩主五島氏の前身）を名乗ったという[17]。
- 長崎県長崎市
女の都、平底、川平、左底といった地名が残る。女の都にはおたけさんという女性が落ち延びたと言われる。平底は、三組河内（現在の三川町）の山裾にあり、1189年に創建された岩戸大権現が残る。
- 佐賀県唐津市
平清経が逃げ落ちて、釣田氏を名乗ったという[18]。
- 熊本県八代市泉地区
平清経が当地にある五家荘に落ち延びたとされる。平家の落人の伝承という「久連子古代踊り」があり、国選択無形民俗文化財となっている。
- 熊本県球磨郡五木村
五家荘に落ち延びた落人と同族という説がある。
- 熊本県八代市坂本地区
市ノ俣（げずのまた）にて伝承される。
- 大分県宇佐市院内区域
平家七人塚、経塚の由来記。宇佐にいた平家一門が駅館川の支流の院内川を遡って大門に辿り着いた。大門の地は、平安時代に宇佐神宮に参籠した僧の行基菩薩が開山したと伝えられる龍岩寺周辺に仏典を書き写して、経筒に納め埋納した経塚がある。信仰厚い平家落人が住むには安全な地だった。門脇中納言平教盛公の子孫らは矜持を保ち塚を築いた。現在も「門脇」を姓とする子孫一族がいる。
- 宮崎県東臼杵郡椎葉村
江戸期に著された「椎葉山由来記」によると、下野国の住人・那須宗久（通称は大八郎、那須与一の弟とされる）は、平氏残党追討のため日向に下り、向山に拠った残党を追討。次いで椎葉に赴いたが、残党に戦意はなく追討をとりやめた。宗久は現地で平清盛の末孫とされる鶴冨姫と恋仲になり娘が生まれた。やがて、宗久は本領へ引き上げたが、娘婿が那須姓を名乗り椎葉を治めたという。椎葉の国人・那須氏は宗久の子孫とされる。この一連の逸話を謡ったものが宮崎県の代表的民謡ひえつき節である。椎葉には、「鶴富屋敷」と通称される那須家住宅（国の重要文化財）が残り、観光名所となっている（現存の住宅は江戸時代の建造）[19]。
- 鹿児島県薩摩川内市（下甑島）
下甑島手打 平家の武者が逃げ延びて里を見つけたときに喜んで手を打ったことから手打と名づけたとされる。
- 鹿児島県垂水市牛根麓
硫黄島から移って来た安徳天皇が13歳で崩御し、居世神社に祀られているという。
- 鹿児島県指宿市
鹿児島民具学会発行『鹿児島民具』14号に、市内山川利永尾下について、「落人の里の民俗」として言及あり。
- 鹿児島県 種子島
平清盛の孫行盛の遺児が、北条時政の養子となり時信と名乗って種子島に入ったとされる。種子島氏と一緒に移ってきた家来衆（遠藤、平山、鎌田姓）も平氏と言われる。特に中種子町には平家由来の平（たいら）姓の者も多い。
平経正、平業盛らのほか、30あまりの史跡があるとされる。
- 鹿児島県鹿児島郡三島村（硫黄島）
安徳天皇のものと伝えられる御陵が存在し、安徳帝より34代目の末裔を自称する長浜豊彦氏が戦後話題になった。
- 鹿児島県鹿児島郡十島村（トカラ列島の平島）
トカラ列島の中央部に位置し、トカラに平家の落人が最初に流れ着いた地とも伝えられている。東部海岸の崖下には「平家の穴」と呼ばれる平家伝説ゆかりの洞窟があり、そのほか各所に追っ手を監視する望楼の名残とも言われる史跡も残っている。
- 鹿児島県大島郡（奄美群島）
平家一門の平資盛が、壇ノ浦の戦いから落ち延びて約3年間喜界島に潜伏。弟の平有盛、いとこの平行盛と合流して、ともに奄美大島に来訪したという。2005年に平家来島800年記念祭が行われた。柳田國男は「モリ」というのは郷土の神の名であり、後世になってこの伝説は作られたのではないかと考えているが異論も多い。
  - 喜界町志戸桶（喜界島）、奄美群島に到着した平家が最初に築いたといわれる七城跡がある。
  - 喜界町早町、源氏警戒のため築いた城跡がある、平家森と呼ばれている。
  - 奄美市名瀬浦上（奄美大島）、有盛を祀った平有盛神社がある、有盛が築いた浦上城跡と言われている。
  - 瀬戸内町諸鈍（加計呂麻島）、平資盛を祀った大屯（おおちょん）神社がある[20]。神社で毎年、旧9月9日に行われる諸鈍シバヤは、諸鈍に流れ着いた平資盛一行が、土地の人々と交流を深めるために踊りや芸能を教えたのが始まりとされる[21]。
  - 龍郷町戸口（奄美大島）、行盛が築いた戸口城跡がある。現地には行盛を祀った平行盛神社もあるが、城跡とは離れている。
  - 龍郷町今井崎（奄美大島）、行盛により今井権田大夫が源氏警戒のため配された。今井権現が建っている。
  - 奄美市笠利町蒲生崎（奄美大島）、有盛により蒲生佐衛門が源氏警戒のため配された。蒲生佐衛門を祀る蒲生神社がある。
- 運天港（沖縄県国頭郡今帰仁村）
『おもろさうし』の「雨降るなかに大和の兵団が運天港に上陸した」とある記述は「平維盛が30艘ばかり率いて南海に向かった」という記録を基に平維盛一行のことだとされることがあり、いわゆる「南走平家」の祖として沖縄史では盛んに議論が行われている。
- 沖縄県宮古島狩俣
伊良部家に落武者の物という古刀や古文書、かんざしなど遺品が伝わる[22]。かんざしには北斗七星を表した七曜紋がかたどられている。狩俣では、北東部の海浜「ナービダ（長い浜）」に平家の落人が流れ着いたと言い伝えられている[23]。伊良部家は代々、男性の名前に「平」という字を付けるのが慣例。そのことから平家落人の子孫だと伝えられている。また平良という地名は平家の姓に由来するものという。
- 沖縄県石垣島
以下3箇所に平家の落武者の墓だと伝わる墓がある[24]。地元では「屋島墓」「大和墓」などと呼ばれている[25]。
  - 川平 - ザンドウの洞窟
  - 平久保 - カーラマタの岩窟
  - 桃原 - マンゲ洞窟
- 沖縄県竹富島
竹富島を統一した赤山王は平家の落人で、竹富島に流れ着いたとの言い伝えがある。なごみの塔は居城跡とされる。
- 沖縄県西表島
16世紀初頭の豪族慶来慶田城用緒は、平家の末裔であると称していたことが知られる。
- 沖縄県与那国島
旧ドゥナンバラ村のあったハインダンの南方、「ハイムトゥ」の洞窟内にダマトゥハガ（大和墓）と呼ばれる墓がある。ダマトゥハガには平家の落武者が葬られていると伝わる。明治の初めまでは、人骨とともに副葬品と思われる刀剣、鞍、什器、勾玉などが保存されていたが、その後日本本土から来島した役人や探検家と自称する旅行者たちにより、墓は荒らされ、金目になるものは島外へ持ち出された[26]。また、笹森儀助がダマトゥハガから頭蓋骨を一つ持ち帰り、京都大学の足立文太郎医学士へ鑑定を依頼した。足立学士は小金井良精教授の指導のもとに、この頭蓋骨を測定して、論文を発表した。その論文は、

　　と結論している。

1964年、九州大学の第三次八重山群島調査隊が与那国島を訪れた。隊長・永井昌文教授はダマトゥハガなどを調査し、報告書を提出した。その報告書で
　　と述べている。

## 資料館
- 平家屋敷民俗資料館（西岡家住宅、徳島県三好市西祖谷山村東西岡）
- 平維盛歴史の里（奈良県吉野郡野迫川村平51）